# Fernández Feo
Fernández Feo is een gemeente in de Venezolaanse staat Táchira. De gemeente telt 50.400 inwoners. De hoofdplaats is San Rafael del Piñal.